# Widdersgrind
Widdersgrind är en bergstopp i Schweiz.   Den ligger i distriktet Bern-Mittelland och kantonen Bern, i den centrala delen av landet, 30 km söder om huvudstaden Bern. Toppen på Widdersgrind är 2 104 meter över havet, eller 220 meter över den omgivande terrängen. Bredden vid basen är 1,7 km.
Terrängen runt Widdersgrind är bergig åt sydost, men åt nordväst är den kuperad. Närmaste större samhälle är Thun, 18,3 km nordost om Widdersgrind. 
Trakten runt Widdersgrind består i huvudsak av gräsmarker. Runt Widdersgrind är det glesbefolkat, med 18 invånare per kvadratkilometer.